# 加斯科因河

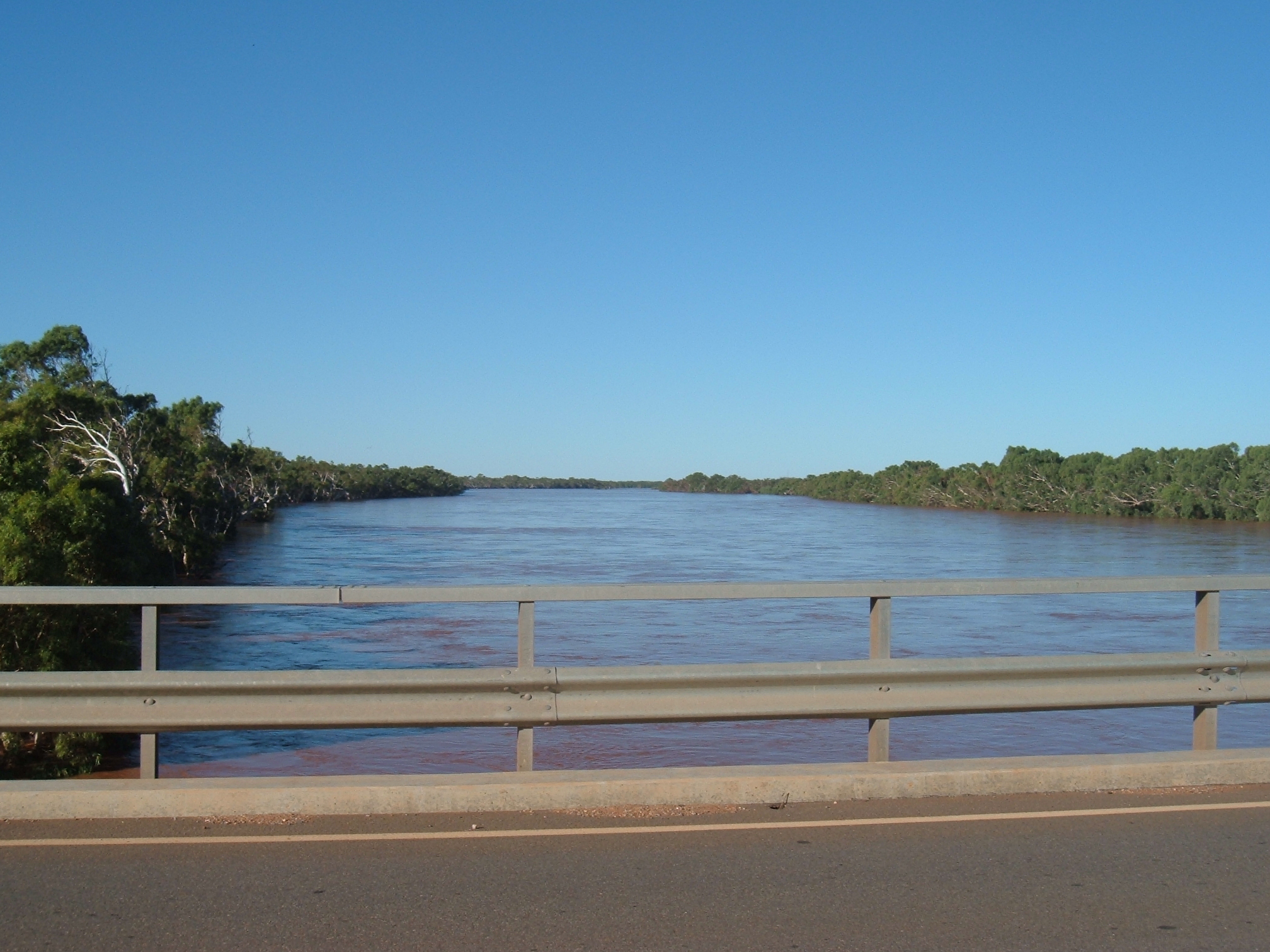
加斯科因河

加斯科因河（Gascoyne River）是西澳大利亞州的一條河流，發源於科里爾山脈（Collier Range），注入鯊魚灣北側。
加斯科因河總長865公里，是西澳洲最長的河流。第一個抵達加斯科因河的歐洲人是喬治·格雷，他的探險隊在1839年抵達該地。加斯科因河一年有約三分之一的時間水位位在河床之下，但曾在2010年短暫氾濫（見2010加斯科因河水患）。